# Seznam olympijských medailistů v šermu žen – šavle

## Šavle - jednotlivci
| Rok      | Zlato                                            | Stříbro                                         | Bronz                                           |
| -------- | ------------------------------------------------ | ----------------------------------------------- | ----------------------------------------------- |
| LOH 2004 | Mariel Zagunisová · Spojené státy americké (USA) | Tchan Süe · Čína (CHN)                          | Sada Jacobsonová · Spojené státy americké (USA) |
| LOH 2008 | Mariel Zagunisová · Spojené státy americké (USA) | Sada Jacobsonová · Spojené státy americké (USA) | Becca Wardová · Spojené státy americké (USA)    |
| LOH 2012 | Kim Či-jon · Jižní Korea (KOR)                   | Sofja Veliká · Rusko (RUS)                      | Olha Charlanová · Ukrajina (UKR)                |
| LOH 2016 | Jana Jegorjanová · Rusko (RUS)                   | Sofja Veliká · Rusko (RUS)                      | Olha Charlanová · Ukrajina (UKR)                |
| LOH 2020 | Sofija Pozdňakovová · Sportovci ROV (ROC)        | Sofja Veliká · Sportovci ROV (ROC)              | Manon Brunetová · Francie (FRA)                 |
| LOH 2024 | Manon Brunetová · Francie (FRA)                  | Sara Balzerová · Francie (FRA)                  | Olha Charlanová · Ukrajina (UKR)                |

## Šavle - družstvo
| Rok      | Zlato                                                                                        | Stříbro                                                                                     | Bronz |
| -------- | -------------------------------------------------------------------------------------------- | ------------------------------------------------------------------------------------------- | --- |
| LOH 2008 | · Ukrajina (UKR) · Olha Žovnirová · Olena Chomrovová · Halyna Pundyková · Olha Charlanová    | · Čína (CHN) · Bao Yingying · Huang Haiyang · Ni Hong · Tchan Süe                           | · Spojené státy americké (USA) · Sada Jacobsonová · Becca Wardová · Mariel Zagunisová                          |
| LOH 2012 | nebylo na programu LOH                                                                       | nebylo na programu LOH                                                                      | nebylo na programu LOH                                                                                         |
| LOH 2016 | · Rusko (RUS) · Sofja Veliká · Jana Jegorjanová · Jekatěrina Ďjačenková · Julija Gavrilovová | · Ukrajina (UKR) · Olha Charlanová · Olena Kravatská · Alina Komaščuková · Olena Voroninová | · Spojené státy americké (USA) · Monica Aksamit · Ibtihaj Muhammadová · Dagmara Wozniaková · Mariel Zagunisová |
| LOH 2020 | Sportovci ROV · Olga Nikitinová · Sofija Pozdňakovová · Sofja Veliká                         | Francie · Sara Balzerová · Cécilia Berderová · Manon Brunetová · Charlotte Lembachová       | Jižní Korea · Kim Ji-yeon · Yoon Ji-su · Seo Ji-yeon · Choi Soo-yeon                                           |
| LOH 2024 | Ukrajina · Yuliya Bakastova · Alina Komashchuk · Olga Kharlan · Olena Kravatska              | Jižní Korea · Choi Se-bin · Jeon Ha-young · Jeon Eun-hye · Yoon Ji-su                       | Japonsko · Risa Takashima · Seri Ozaki · Misaki Emura · Shihomi Fukushima                                      |